# شيطان البحر

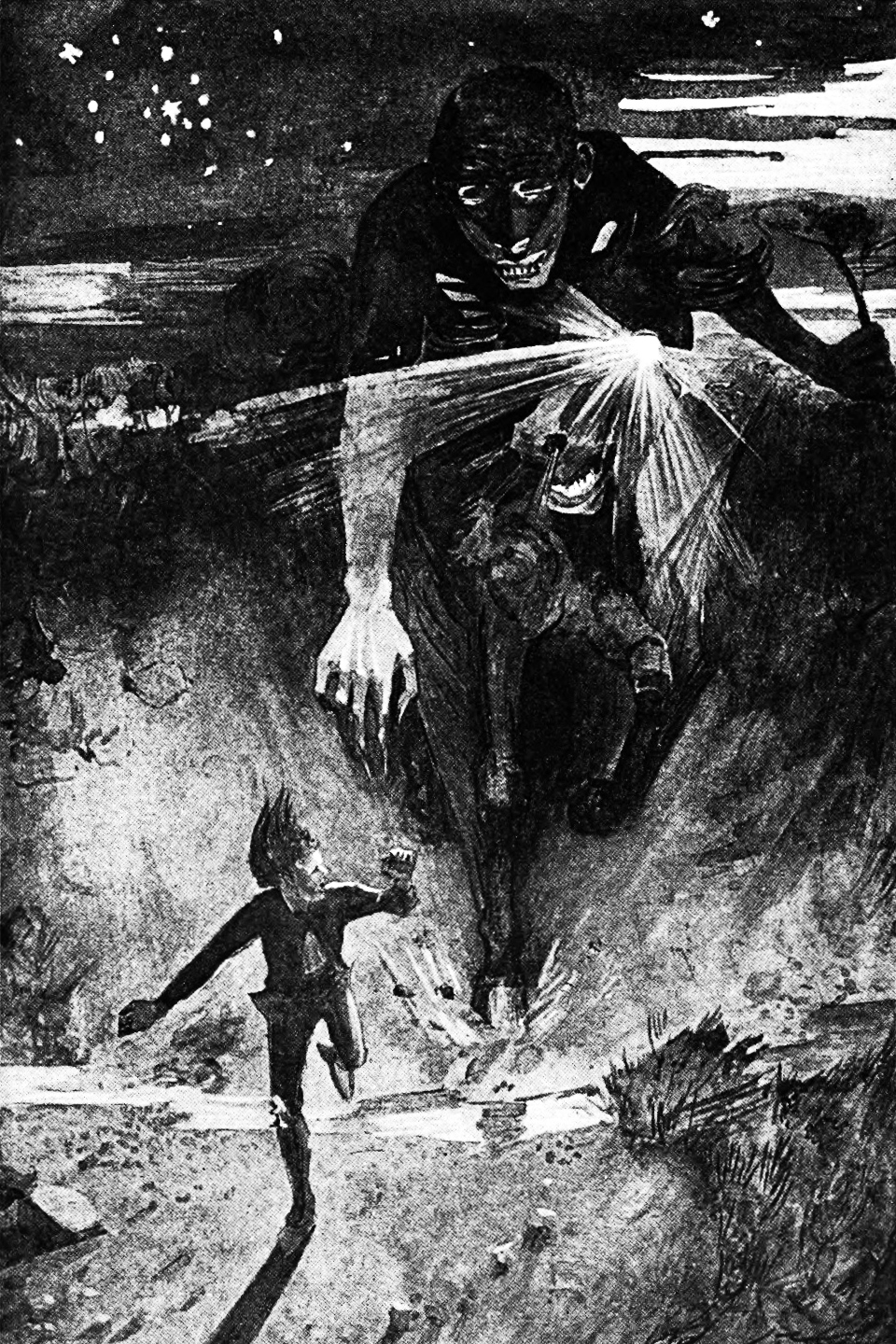
شيطان البحر يطارد فرد من سكان الجزيرة

شيطان البحر أو ناكلافي (بالإنجليزية: Nuckelavee)‏ هو شيطان شبية بالحصان من الأساطير الأوركانية. والتي تجمع ما بين جنس الحصان والإنسان. منشؤه الميثولوجيا النوردية وهو الأشد رعباً من بين كل شياطين الجزر الأسكتلندية. تنفس شيطان البحر يستطيع أن يذبل المحاصيل وأن يمرض الماشية، وهذا الكائن كان مسؤولاً عن الجفاف والأوبئة، بالرغم أنه على الغالب ساكن في البحر.